# قاع المدينة (فلم)
قاع المدينة هو فيلم دراما مصري من إخراج حسام الدين مصطفى وتأليف يوسف إدريس وبطولة نادية لطفي، محمود ياسين، نيللي، توفيق الدقن، ميمي شكيب وجورج سيدهم، صدر الفيلم في 28 يناير 1974.

## نبذة
عبد الله قاضي في إحدى المحاكم، يعتمد على حاجب المحكمة فرغلي في العديد من المناحي، ويطلب منه أن يجلب له خادمة، ويذهب إلى شهرت الفقيرة التي تحتاج إلى المال من أجل أولادها وزوجها المدمن على المخدرات، وفي منزل القاضى تبدأ عملها بأن تمارس الجنس معه لأجل المال، فيقرر الامتناع عن دفع المال لها، فترحل ويجن جنونه ويبحث عنها في كل مكان.

## طاقم العمل
- نادية لطفي بدور شهرت
- محمود ياسين بدور عبد الله
- نيللي بدور نانا
- توفيق الدقن بدور فرغلي
- ميمي شكيب بدور مدام شندي
- جورج سيدهم بدور شرف

## وصلات خارجية
- مقالات تستعمل روابط فنية بلا صلة مع ويكي بيانات